# Hillbringse
Die Hillbringse (auch Hilbringsen oder Einsel genannt) ist ein 4,6 km langer, südlicher und orographisch rechter Nebenfluss der Aa im Stadtgebiet von Brilon im nordrhein-westfälischen Hochsauerlandkreis (Deutschland).

## Verlauf
Die Hillbringse entspringt nördlich des Briloner Ortsteils Petersborn, südlich des Poppenbergs (605 m ü. NHN) und westlich des Gudenhagener Poppenbergs (564 m) auf 530 m Höhe. Ihre Quelle liegt unmittelbar südlich der Rhein-Weser-Wasserscheide. Zunächst westsüdwestlich abfließend, wendet sich der Bach ab der bewirtschafteten Hiebammen Hütte zunehmend nach Norden. Nach etwas mehr als 1,4 km Fließstrecke mündet von Süden kommend die Deitmecke ein. Nach 4,6 km mündet die Hillbringse zwischen Altenbüren im Westen und dem nahen Brilon im Osten auf 430 m Höhe in die Aa.
Bei einem Höhenunterschied von etwa 100 m beträgt das mittlere Sohlgefälle der Hillbringse 21,7 ‰. Ihr Einzugsgebiet ist 6,957 km² groß.